# Água de Fundo Antártica

A AFA forma-se no Oceano Antártico a partir do arrefecimento das águas superficiais nos polinias.

A Água de Fundo Antártica (AFA) é um tipo de massa de água no Oceano Antártico que circunda a Antártica, com temperaturas variando entre -0,8 e 2 °C e salinidades absolutas entre 34,6 e 35,0 g/kg. Como a massa de água mais densa dos oceanos, a AFA ocupa a faixa de profundidade abaixo de 4000 m em todas as bacias oceânicas que têm conexão com o Oceano Antártico nesse nível. A AFA forma o ramo inferior da circulação em grande escala nos oceanos do mundo por meio da circulação termoalina.
A AFA se forma perto da superfície em polinias costeiras ao longo da costa da Antártica, onde as altas taxas de formação de gelo marinho durante o inverno resultam na densificação das águas superficiais devido à rejeição de salmoura [en]. Uma vez formada, essa massa de água é responsável pela troca de grandes quantidades de calor e gases com a atmosfera. A AFA possui um elevado teor de oxigênio em comparação com o restante das águas profundas dos oceanos, mas esse teor diminui com o tempo. Ela afunda-se em quatro regiões distintas ao redor das margens do continente, formando a AFA, processo que contribui para a ventilação do oceano profundo, ou ventilação abissal.

## Formação e circulação
A água de fundo antártica forma-se nos mares de Weddell e de Ross, ao largo da costa de Adélie e junto ao Cabo Darnley [en], a partir do resfriamento da água superficial nas polinias e por baixo da plataforma de gelo. Um fator importante que permite a formação da água de fundo antártica é o vento frio de superfície que sopra do continente antártico. Os ventos de superfície afastam o gelo marinho da costa, criando polinias que expõem a superfície da água a uma atmosfera fria durante o inverno, o que contribui para a formação de mais gelo marinho. Os polinias costeiros da Antártica chegam a formar 10% de todo o gelo marinho do Oceano Antártico durante uma única estação, o que corresponde a cerca de 2.000 km³ de gelo marinho. A água superficial é enriquecida em sal devido à formação de gelo marinho e resfriada pela exposição a uma atmosfera fria durante o inverno, o que aumenta a densidade dessa massa de água. Devido ao aumento da sua densidade, forma transbordos na vertente continental da Antártica e segue para o norte ao longo do fundo. É a água mais densa do oceano aberto e está subjacente a outras águas de fundo e intermediárias na maior parte do hemisfério sul. A água do fundo do mar de Weddell é o componente mais denso da água de fundo antártica.
Uma das principais fontes de água para a formação da AFA é a massa de água quente ao largo da costa, conhecida como águas profundas circumpolares [en] (CDW; salinidade > 35 g/kg e temperatura potencial > 0 °C). Essas massas de água quente são resfriadas pelas polinias costeiras para formar a AFA, mais densa. Os polinias costeiros que formam a AFA ajudam a impedir que as massas de água quentes intrusivas da CDW alcancem a base das plataformas de gelo, atuando assim para proteger as plataformas de gelo do aumento da fusão basal devido ao aquecimento oceânico. Em regiões como o Mar de Amundsen, onde a atividade das polinias costeiras diminuiu a ponto de impedir a formação de água densa, as plataformas de gelo vizinhas começaram a recuar e podem estar à beira do colapso.
As evidências indicam que a produção de águas de fundo na Antártica durante o Holoceno (últimos 10.000 anos) não se encontra em um estado estacionário, ou seja, os locais de produção de águas de fundo deslocam-se ao longo da margem antártica em escalas temporais de décadas a séculos, à medida que as condições para a existência das polinias mudam. Por exemplo, a ruptura do geleira Mertz [en], que ocorreu em 12-13 de fevereiro de 2010, alterou drasticamente o ambiente de produção de água de fundo, reduzindo a exportação em até 23% na região da Terra de Adélie. Evidências de testemunhos de sedimentos, contendo camadas de estratificações cruzadas, que indicam fases de correntes de fundo mais fortes, coletadas nas Terras Mac. Robertson e Adélie, sugerem que essas plataformas se “conectaram” e “desconectaram” novamente como locais importantes de produção de águas de fundo ao longo dos últimos milhares de anos.

### Oceano Atlântico

Fluxo de águas de fundo do Oceano Antártico no Atlântico Equatorial.

O Canal de Vema, uma calha profunda na Elevação do Rio Grande, no Atlântico Sul, a 31,3°S e 39,4°W, é um importante canal para a migração da água de fundo antártica e da água de fundo do Mar de Weddell para o norte. Ao atingir a linha do equador, cerca de um terço da água de fundo antártica que flui para o norte entra na Bacia da Guiana, principalmente através da metade sul do Canal Equatorial, a 35°W. A outra parte recircula e parte dela flui através da zona da fossa de Romanche [en] em direção ao Atlântico oriental.
Na Bacia da Guiana, a oeste de 40°W, a topografia inclinada e a forte corrente de fronteira ocidental profunda que flui para o leste podem impedir que a água de fundo antártica flua para o oeste; assim, ela precisa virar para o norte na vertente leste da Elevação do Ceará. A 44°W, ao norte da Elevação do Ceará, a água de fundo antártica flui para o oeste, dentro da bacia. Uma grande fração da água de fundo antártica entra no Atlântico oriental através da zona de fratura de Vema [en].

### Oceano Índico

Trajetórias da água de fundo do Antártico.

No Oceano Índico, a Fenda de Crozet-Kerguelen permite que a água de fundo antártica se desloque em direção ao equador. Esse movimento para o norte corresponde a 2,5 Sv. A água de fundo antártica leva 23 anos para alcançar a Fenda de Crozet-Kerguelen. Ao sul da África, a água de fundo antártica flui para o norte através da Bacia das Agulhas [en], seguindo para leste através da Passagem das Agulhas [en], sobre as margens meridionais do Platô das Agulhas [en], e depois para a Bacia de Moçambique.

## Mudanças climáticas
As alterações climáticas e o subsequente degelo do manto de gelo do Sul reduziram a formação do AFA, e é provável que essa desaceleração continue. É possível que a formação do AFA seja completamente interrompida já em 2050, o que teria efeitos significativos na circulação oceânica e nos padrões climáticos globais.
Potencial de perturbação do AFA
O aumento da intrusão de águas profundas circumpolares quentes, associado a uma maior fusão da base das plataformas de gelo, pode afetar a formação de águas densas nas plataformas. Grande parte da formação de águas profundas provém da rejeição de salmoura, onde a água depositada é extremamente salina e fria, tornando-a muito densa. O aumento do derretimento do gelo que ocorreu a partir do início dos anos 2000 criou um período de águas mais frescas entre 2011 e 2015 nas águas de fundo, que tem sido claramente predominante nas águas de fundo do Antártico, perto da Antártica Ocidental, principalmente na área do Mar de Weddell.
Embora a refrescância do AFA tenha se corrigido nos últimos anos com uma diminuição do degelo, o potencial para mais derretimento no futuro continua a representar uma ameaça. Com o possível aumento do degelo a níveis suficientemente extremos, pode haver um impacto sério na capacidade de formação de águas profundas. Embora isso cause o abrandamento mencionado, também pode criar um aquecimento adicional. O aumento da estratificação proveniente das águas mais frescas e quentes reduzirá a circulação nas camadas mais profundas e aumentará os fluxos de água quente ao redor da Antártica. O aquecimento sustentado das águas superficiais só aumentaria o nível de fusão do gelo, a estratificação e o abrandamento da circulação e formação da AFA. Além disso, sem a presença dessas águas mais frias que produzem a rejeição de salmoura depositada no AFA, pode eventualmente deixar de ocorrer a formação de águas de fundo ao redor da Antártica, o que teria um impacto ainda maior do que na própria Antártica, já que o AFA desempenha um papel importante na formação das águas de fundo e na circulação do oceano profundo, que transporta oxigênio para essas áreas e é um importante sumidouro de carbono. Sem essas ligações, o oceano profundo poderá mudar drasticamente, com o potencial de colapso de comunidades inteiras nesse ambiente.
No entanto, alguns estudos indicam que a formação de Água do fundo do mar de Weddell (AFMW) é predominantemente impulsionada pelas alterações no gelo marinho causadas pelos ventos e o aumento da formação de gelo marinho compensa amplamente a fusão dos lençóis de gelo, tornando mínimos os efeitos da fusão dos glaciares antárticos sobre o AFMW.